# Кандавский район
Кандавский район (латыш. Kandavas rajons) — бывший административный район Латвийской ССР.

## История
Кандавский район был образован Указом Президиума Верховного Совета Латвийской ССР от 31 декабря 1949 года.
Район состоял из городов Кандава и Сабиле, Абавского, Айздзирского, Айзпутского, Балгальского, Ванского, Вирбского, Дзирциемского, Зантского, Земитского, Зентенского, Кандавского, Лигского, Маткульского, Пурского, Страздского, Церского и Яунпагастского сельских советов. Районным центром был город Кандава.
11 ноября 1959 года Кандавский район был ликвидирован, территория района была включена в Тукумский и Талсинский районы.
Расстояние от Риги по железной дороге составляло 92 км. Ближайшей железнодорожной станцией была Кандава, находившаяся в 7 км от районного центра.